# Rivière Eagle (Labrador)
La rivière Eagle (anglais : Eagle River) (rivière de l'Aigle) est un fleuve d'environ 270 km de long situé à l'est de la péninsule du Québec-Labrador, au Labrador dans la province canadienne de Terre-Neuve-et-Labrador.
C'est un des plus longs fleuves de la sous-province du Labrador.

## Description
La rivière Eagle prend sa source dans les monts Mealy (anglais : Mealy Mountains), au sud-est du lac Melville, dans une zone de névés à une altitude d'environ 820 mètres (53° 38′ 53″ N, 58° 35′ 39″ O). Les sommets de roche nue arrondis sous l'action glaciaire des monts Mealy s'élèvent à 1 180 mètres au-dessus du lac Melville. Ils sont inclus depuis 2015 dans la réserve de parc national Akami-Uapishkᵁ–KakKasuak–Monts-Mealy.
Le petit torrent descend rapidement de la montagne vers le sud-ouest en traversant une série de petits lacs pour se jeter dans un lac glaciaire relativement vaste (53° 38′ 20″ N, 58° 39′ 56″ O) puis un autre lac encore plus vaste situé à 490 mètres d'altitude s'étirant en longueur vers l'ouest puis le sud (53° 36′ 59″ N, 58° 46′ 42″ O) au milieu d'une vallée creusée par l'érosion fluvioglaciaire.
La petite rivière sort par le sud et poursuit son chemin en traversant deux grands lacs entrecoupés de rapides. La rivière Eagle, grossie de nombreux affluents, devient un cours d'eau abondant poursuivant son chemin vers le sud-ouest. La rivière atteint un vaste lac à 470 mètres d'altitude (53° 30′ 53″ N, 58° 51′ 55″ O), alimenté par un autre cours d'eau au nord-ouest (53° 30′ 45″ N, 58° 52′ 24″ O).
La rivière Eagle se renforce vers le sud et atteint le vaste lac Enakapeshakamau situé à 415 mètres d'altitude (53° 17′ 57″ N, 59° 02′ 11″ O) qui reçoit un autre affluent notable venu de l'ouest, le lac Mishtutshashkᐡ situé à 395 mètres altitude (53° 10′ 34″ N, 59° 04′ 03″ O) et le très vaste lac Iatuekupau situé à 375 mètres d'altitude (53° 06′ 03″ N, 59° 02′ 01″ O) draine plusieurs affluents dont un plus important venu de l'ouest (53° 05′ 29″ N, 59° 04′ 46″ O).
La large rivière Eagle s'écoule au sud du lac Iatuekupau et se dirige vers le sud-ouest sur environ 28 km entrecoupés de rapides.
Après un parcours de 135 km, la rivière Eagle reçoit en rive droite la rivière Nekanakau-shipu venue du sud-ouest à 335 mètres d'altitude (52° 53′ 34″ N, 58° 39′ 31″ O). La section en amont de la rivière Eagle est également appelée Iatuekupau-shipu. La section en aval de la confluence a le nom alternatif non officiel Nutapinuaniu-shipu. 
La rivière Nekanakau-shipu est équivalente à la rivière Iatuekupau-shipu en termes de débit. Elle est l'émissaire de 22 km de long du vaste lac Nekanakau situé à 350 mètres d'altitude et alimenté par 2 principaux affluents non nommés formant des deltas marécageux à l'ouest (52° 45′ 27″ N, 58° 55′ 07″ O) et au sud (52° 44′ 56″ N, 58° 53′ 47″ O) eux-mêmes alimentés par de nombreux sous affluents couvrant un large bassin dans le centre-est du Labrador. Les deux branches principales de l'affluent ouest drainent de vastes lacs à l'ouest du vaste bassin marécageux, notamment le lac Crooks situé à 365 mètres d'altitude (52° 40′ 56″ N, 59° 26′ 18″ O).
La rivière forme en aval à 345 mètres d'altitude (52° 49′ 17″ N, 58° 46′ 47″ O) de nombreux bras et îles au milieu d'une zone marécageuse en recevant 2 affluents au sud-est (52° 49′ 38″ N, 58° 45′ 00″ O) et au nord-ouest (52° 50′ 41″ N, 58° 45′ 30″ O).
La rivière Eagle qui a doublé son débit devient un large et puissant cours d'eau. Elle coule sur 40 km en aval de la confluence en direction est-nord-est. 
La rivière Eagle reçoit en rive droite une abondante rivière (52° 59′ 59″ N, 58° 16′ 51″ O) et continue son chemin vers le nord-est avec un parcours sinueux marqué par de larges coudes et entrecoupé de nombreux rapides dans une vallée marquées au milieu d'un relief vallonné.
La rivière Eagle reçoit en rive gauche une abondante rivière (53° 12′ 12″ N, 58° 05′ 39″ O) avant de traverser plusieurs sections mouvementées avec d'étroites gorges (53° 23′ 46″ N, 57° 45′ 30″ O) à la brèche du Diable (anglais : Devil's Gap). 
Elle passe les rapides Pratt avant de se jeter dans la baie Sandwich, une baie profonde sur la côte est du Labrador ouvrant sur la mer du Labrador.

## Hydrologie
La rivière Eagle draine une superficie de 10 824 km2, alimentée par 81 affluents.
Le bassin de la rivière Eagle borde celui de la rivière Paradise situé au sud-est.
Le débit moyen à l'embouchure est de 254 m3/s. Les débits mensuels les plus élevés se produisent généralement pendant la fonte des neiges, avec une moyenne de 788 m3/s en mai et 762 m3/s en juin.

## Faune piscicole
La rivière Eagle est considérée comme l'une des zones de frai les plus importantes du saumon atlantique en Amérique du Nord.
La cascade de la brèche du Diable située près de l'embouchure n'est pas un obstacle particulier pour les poissons migrateurs. Sous la cascade se trouve un lieu de pêche populaire avec plusieurs camps.
En plus du saumon atlantique, on retrouve également l'omble de fontaine anadrome et non anadrome, les espèces de carpes communes, le meunier noir, le meunier rouge et le brochet.
De plus, les espèces suivantes se trouveraient dans la rivière : épinoche à trois épines et épinoche à neuf épines, anguille d'Amérique et éperlan d'Amérique.

## Histoire
Le 22 juillet 1778, George Cartwright est devenu le premier homme blanc connu à explorer la rivière Eagle, parcourant les rives de la rivière à la recherche de gibier. Il a relevé dans ses notes la grande beauté de la rivière.
La rivière Eagle est depuis le XIXe siècle reconnue comme l'une des meilleures rivières à saumon du Labrador pour la pêche commerciale et sportive.
La Compagnie de la Baie d'Hudson avait un poste sur la rivière Eagle. On ne sait pas combien de temps le poste de la baie d'Hudson a été ouvert ; cependant, on sait que la station était située à 6,5 km de l'embouchure de la rivière en bateau. Il a été déclaré ouvert en 1877 et une école de l'Église d'Angleterre aurait été exploitée dans une station sur la rivière Eagle en 1884. En 1901, une petite colonie appelée Eagle River a été enregistrée dans le recensement avec une population de 12 personnes, dont 4 étaient des pêcheurs de saumon. Ce fut la seule colonie connue sur la rivière Eagle.
Depuis environ 1965, l'activité principale sur la rivière Eagle est la pêche sportive du saumon de l'Atlantique.
En 1981, la Couronne contrôlait tous les droits sur le bois sur la rivière Eagle et la British Newfoundland Company (Brinco) détenait les droits miniers attribués à sa filiale British Newfoundland Exploration (Brinex) depuis l'embouchure de la rivière jusqu'à environ 48 km en amont.

## Occupation humaine
Le bassin de la rivière Eagle est situé dans une région isolée qui ne compte aucun habitant permanent. La région n'est accessible qu'en hydravion.
On trouve quatre établissements implantés sur les rives de la rivière en aval : deux à la brèche du Diable, un dans une zone intermédiaire et un aux rapides Pratt.   
La route 510 contourne par le sud le cœur du bassin de la rivière Eagle, marécageux et coupé par de nombreux affluents et lacs.